# 2020 en Corée du Nord
Événements au cours de l'année 2020 en Corée du Nord.

## Titulaires
- Président du parti et président de l'État : Kim Jong-un
- Président de l'Assemblée populaire suprême : Choe Ryong-hae
- Premier ministre : Kim Jae-ryong (jusqu'au 13 août), Kim Tok-hun (à partir du 13 août)

## Événements

### Janvier
- Fin janvier, la Corée du Nord ferme ses frontières en raison de la pandémie de COVID-19[1].

### Mars
- Début mars, selon le média sud-coréen Daily NK, 180 soldats de l'armée coréenne étaient morts, provoquant des spéculations sur la question de savoir si les décès étaient le résultat de la pandémie de COVID-19[2].
- En mars, la Corée du Nord lance plusieurs essais de missiles[3].
- Le 30 mars, les Jeux olympiques d'été de 2020 auxquels les athlètes nord-coréens devaient participer ont été reportés à l'été 2021 en raison des inquiétudes suscitées par la pandémie de COVID-19[4].

### Avril
- Le 12 avril, selon le Daily NK, Kim Jong Un aurait  subi une chirurgie cardiovasculaire.
- Le 15 avril, la Corée du Nord célèbre le Jour du Soleil. Kim Jong Un est absent de la cérémonie.
- Le 21 avril, CNN rapporte que des agences américaines surveillant les renseignements de la Corée du Nord ont déclaré que l'état post-opératoire de Kim était en "grave danger"[5].

### Juin
- Le 15 juin, la Corée du Nord a démoli un immeuble de bureaux de liaison sud-coréen et nord-coréen situé à Kaesong après la montée des tensions entre la Corée du Nord et la Corée du Sud[6].

### Juillet
26 juillet - La ville de Kaesong est placée sous verrouillage total après qu'une personne a été trouvée avec des symptômes suspects de COVID-19. Il s'agit du premier cas suspect dans le pays.

### Octobre
Le 10 octobre, la Corée du Nord a dévoilé le missile Hwasong-16.

## Décès

### Janvier
- 17 janvier : Hwang Sun-hui, homme politique nord-coréen, directeur du Musée de la révolution coréenne(né en 1919).

### Avril
- 9 avril : Won Pyong-oh, zoologiste sud-coréen, né en Corée du Nord et évadé pendant la guerre de Corée, fils de Won Hong-gu (né en 1929).

### Juin
- 9 juin : Kim Chang-sop, ancien vice-ministre du ministère de la Sécurité d'État jusqu'à sa mort (né en 1949).

### Juillet
- 10 juillet : Paik Sun-yup, né en Corée du Nord, officier militaire sud-coréen (né en 1920).

## Sources et références
1. ↑  Herskovitz et Lee, « North Korea Bars Foreign Tourists Amid Virus Threat, Groups Say », Bloomberg, 21 janvier 2020 (consulté le 8 mai 2020)
2. ↑  « Coronavirus: nearly 200 North Korea soldiers 'die from outbreak government refuses to acknowledge' », South China Morning Post, Business Insider, 10 mars 2020 (consulté le 8 mai 2020)
3. ↑  Panda, « North Korea Conducts 4th Missile Test in March 2020 », The Diplomat, 30 mars 2020 (consulté le 8 mai 2020)
4. ↑  « IOC, IPC, TOKYO 2020 ORGANISING COMMITTEE AND TOKYO METROPOLITAN GOVERNMENT ANNOUNCE NEW DATES FOR THE OLYMPIC AND PARALYMPIC GAMES TOKYO 2020 », Olympic.org, International Olympic Committee, 20 mars 2020 (consulté le 8 août 2020)
5. ↑  Sciutto, Berlinger, Seo, Atwood et Cohen, « US monitoring intelligence that North Korean leader is in grave danger after surgery », CNN, 21 avril 2020 (consulté le 8 mai 2020)
6. ↑  « North Korea blows up liaison office, says it will cut off communications with the South », CBC.ca, CBC, 16 juin 2020 (consulté le 17 juin 2020)
7. ↑  (en) « N. Korea puts border city in lockdown over suspected Covid-19 outbreak », France 24, 26 juillet 2020 (consulté le 26 juillet 2020)